# Précipitation à l'éthanol
La précipitation à l'éthanol est une méthode utilisée pour purifier et/ou concentrer l'ARN, l'ADN et les polysaccharides tels que la pectine et le xyloglucane à partir de solutions aqueuses, en ajoutant du sel et de l'éthanol comme antisolvant.
Lors de l'extraction d'ADN, après séparation de l'ADN des autres constituants cellulaires dans l'eau, l'ADN est précipité hors de la solution par neutralisation par des ions chargés positivement. L'ajout d'éthanol à la solution est nécessaire pour réduire la polarité du solvant et permettre aux ions chargés positivement d'interagir avec les groupes phosphates chargés négativement de l'ADN.

## Précipitation de l'ADN

### Théorie

La première couche d'hydratation d'un ion sodium dissous dans l'eau

L'ADN est généralement séparé des autres constituants cellulaires dans une solution biphasique de phénol et d'eau. En raison de son squelette phosphate hautement chargé, l'ADN est polaire et se concentre dans la phase aqueuse, tandis que les lipides et les protéines se concentrent dans la phase phénol.
Pour précipiter l'ADN hors de l'eau, les groupes phosphates négativement chargés du squelette de l'ADN sont neutralisés par l'ajout d'ions positif provenant d'un sel. Cependant, en raison de la forte polarité de l'eau, illustrée par sa constante diélectrique élevée de 80,1 (à 20 °C), les ions positivement chargés sont protégés et incapables d'interagir avec les groupes phosphates négativement chargés de l'ADN et de les neutraliser.
Cette relation se reflète dans la loi de Coulomb, qui permet de calculer la force agissant sur deux charges {\displaystyle q_{1}} et {\displaystyle q_{2}} séparés par une distance {\displaystyle r} en utilisant la constante diélectrique {\displaystyle \varepsilon _{r}} (également appelée permittivité statique relative) du milieu au dénominateur de l'équation ({\displaystyle \varepsilon _{0}} est une constante électrique) :
{\displaystyle F={\frac {1}{4\pi \varepsilon _{r}\varepsilon _{0}}}{\frac {q_{1}q_{2}}{r^{2}}}}
Au niveau atomique, la réduction de la force agissant sur une charge résulte de la formation d'une couche d'hydratation autour de celle-ci par les molécules d'eau. De ce fait l'eau est un excellent solvant pour les composés chargés comme les sels.
L'éthanol est beaucoup moins polaire que l'eau, avec une constante diélectrique de 24,3 (à 25 °C). Cela signifie que l'ajout d'éthanol à une solution perturbe le filtrage des charges par l'eau. Si l'on ajoute suffisamment d'éthanol, l'attraction électrique entre les groupes phosphate et les ions positifs présents dans la solution devient suffisamment forte pour former des liaisons ioniques stables, provoquant la précipitation de l'ADN hors de la solution. Cela se produit généralement lorsque l'éthanol constitue plus de 64 % de la solution. Comme le suggère le mécanisme, la solution doit contenir des ions positifs pour qu'une précipitation se produise ; ce rôle est généralement joué par Na+, NH4+ ou Li+.

### Pratique

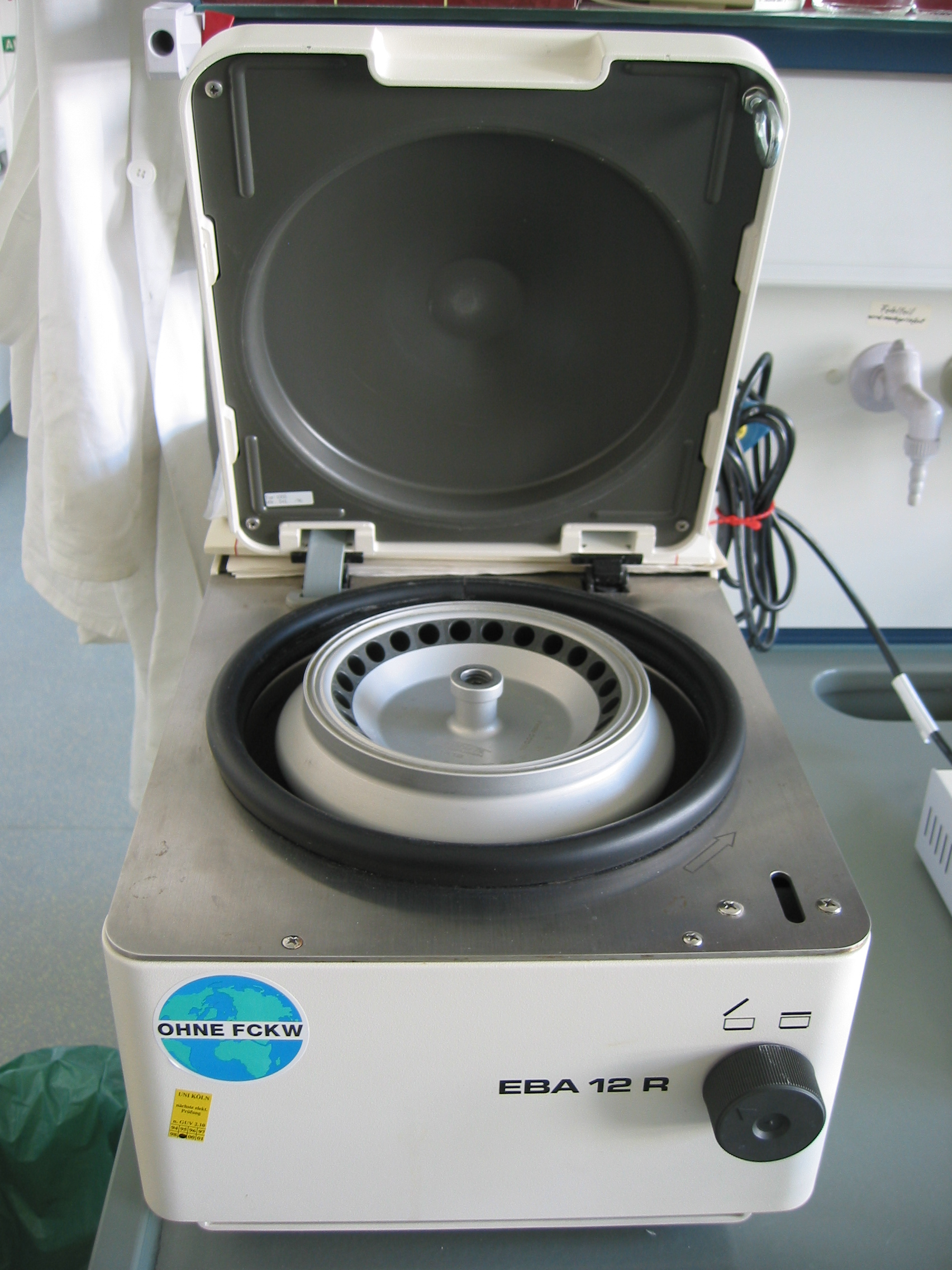
Une centrifugeuse de paillasse de laboratoire

L'ADN est précipité en s'assurant d'abord que la concentration correcte d'ions positifs est présente dans la solution (une concentration excessive entraînera une coprécipitation importante de sel avec l'ADN, une concentration insuffisante entraînera une récupération incomplète de l'ADN), puis en ajoutant deux à trois volumes d'éthanol à 95 % minimum. De nombreux protocoles recommandent de conserver à ce stade l'ADN à basse température, mais il a également été observé que cela pourrait ne pas améliorer la récupération de l'ADN, et même réduire l'efficacité de la précipitation en cas d'incubation nocturne,. Par conséquent, une bonne efficacité peut être obtenue à température ambiante, mais compte tenu du risque de dégradation, il est probablement préférable d'incuber l'ADN sur de la glace humide. La durée d'incubation optimale dépend de la longueur et de la concentration de l'ADN. Des fragments plus petits et des concentrations plus faibles nécessiteront des temps d'incubation plus longs pour obtenir une récupération acceptable. Pour les très petites longueurs et les faibles concentrations, une incubation nocturne est recommandée. Dans ce cas, l'utilisation de vecteurs tels que l'ARNt, le glycogène ou le polyacrylamide linéaire peut améliorer considérablement la récupération.
Lors de l'incubation, l'ADN et certains sels de la solution précipitent. À l'étape suivante, ce précipité est recueilli par centrifugation dans un tube de microcentrifugation à grande vitesse (~12 000 g). La durée et la vitesse de centrifugation ont un impact majeur sur le taux de récupération de l'ADN. Les fragments plus petits et les dilutions plus élevées nécessitent une centrifugation plus longue et plus rapide. La centrifugation peut être effectuée à température ambiante, à 4 °C ou 0 °C. Lors de la centrifugation, l'ADN précipité doit traverser la solution d'éthanol jusqu'au fond du tube. Des températures plus basses augmentent la viscosité de la solution et des volumes plus importants allongent le trajet. Ces deux facteurs réduisent l'efficacité du processus, nécessitant une centrifugation plus longue pour obtenir le même résultat,. Après centrifugation, le surnageant est éliminé, laissant un culot d'ADN brut. La visibilité du culot dépend de la quantité d'ADN et de sa pureté (les culot plus sales sont plus faciles à voir) ou de l'utilisation de coprécipitants.
À l'étape suivante, on ajoute de l'éthanol à 70 % au culot, puis on le mélange délicatement pour le détacher et le laver. Cela permet d'éliminer une partie des sels présents dans le surnageant restant et de les lier au culot d'ADN, constituant ainsi le nettoyant final pour l'ADN. Cette suspension est à nouveau centrifugée pour former un nouveau culot d'ADN, puis le surnageant est éliminé. Cette étape est répétée une fois.
Enfin, le culot est séché à l'air libre et l'ADN est remis en suspension dans de l'eau ou un autre tampon approprié. Il est important de ne pas trop sécher le culot, car cela pourrait entraîner une dénaturation de l'ADN et rendre sa remise en suspension plus difficile.
On peut également utiliser de l'isopropanol à la place de l'éthanol ; son efficacité de précipitation est supérieure, un moindre volume est nécessaire pour la précipitation. Cependant, l'isopropanol est moins volatil que l'éthanol et nécessite plus de temps pour sécher à l'air libre lors de l'étape finale. Le culot peut également adhérer moins étroitement au tube avec l'isopropanol.